# Championnats d'Europe de triathlon 2024
Navigation
Édition précédente Édition suivante
Les championnats d'Europe de triathlon 2024 ont lieu du 20 au 22 septembre 2024 à Vichy, en France.
Les épreuves de paratriathlon sont également au programme.

## Organisation
Le comité exécutif d'Europe Triathlon choisit, fin 2023, la ville de Vichy pour organiser les championnats d'Europe de triathlon en 2024. La France n'avait plus organisé cette compétition depuis 2006.
Vichy accueille, pour la quatrième fois de l'année 2024, une compétition de triathlon, après un championnat de France organisé par un club local les 8 et 9 juin, une étape du Green Tour le 26 juin et l'Ironman 70.3 le 1er septembre.

## Épreuves
L'édition 2024 est composée de plusieurs épreuves, sur deux niveaux de distance :
- la distance standard, se composant de 1 500 m de natation (sur le lac d'Allier), de 40 km de vélo et de 10 km de course à pied, effectuée par les triathlètes élites et les paratriathlètes des groupes d'âges[3] ;
- la distance sprint, avec des distances réduites de moitié : 750 m de natation sur le lac d'Allier, 20 km de vélo et 5 km de course à pied, effectuée par les paratriathlètes élites et les triathlètes des groupes d'âges[3].

Les compétitions des triathlètes ont lieu le samedi 21 septembre, celles des paratriathlètes le dimanche 22.

## Triathlètes participants
La 39e édition des championnats d'Europe de triathlon a accueilli plus de 1 500 participants de 37 nations. Ces triathlètes sont issus des groupes d'âges, qui concourent sur les distances standard ou sprint, des élites et des paratriathlètes.
Parmi les triathlètes participants, quatorze ont participé aux Jeux olympiques à Paris, dont Léonie Périault. Cassandre Beaugrand, championne olympique, Emma Lombardi (4e), Léo Bergère (3e), Pierre Le Corre et Dorian Coninx n'ont pas participé à la compétition.
D'autres ont participé aux Jeux paralympiques : Alexis Hanquinquant et Jules Ribstein, tous deux champions paralympiques dans les catégories respectives PTS4 et PTS2, Thibaut Rigaudeau (guide Cyril Viennot) et Antoine Pérel (guide Yohan Le Berre), respectivement médaillés d'argent et de bronze dans la catégorie PTVI.

## Résumé de courses
Le Hongrois Csongor Lehmann, 11e des Jeux olympiques à Paris, remporte l'épreuve masculine. Le premier Français, Yanis Seguin, finit en seconde position.
La compétition féminine est remportée par la Britannique Vicky Holland. Léonie Périault, présente aux Jeux olympiques à Paris où elle termine à la 35e place, termine en seconde position après une pénalité à 200 mètres de la fin de la course, à la suite d'une erreur de parcours dans l'aire de transition alors qu'elle comptait jusqu'à douze secondes d'avanceLe podium est complété par l'Italienne Alice Betto.
Du côté des paratriathlètes, les deux champions paralympiques Alexis Hanquinquant (PTS4) et Jules Ribstein (PTS2) remportent respectivement un septième et troisième titre européen. Deux autres médailles en or ont également été décrochées par Cécile Saboureau (PTS2) et Élise Marc (PTS3). Dans la catégorie PTVI, Thibaut Rigaudeau (guide Cyril Viennot) et Annouck Curzillat (guide Julie Marano) ont décroché une médaille d'argent, tout comme Gwladys Lemoussu dans la catégorie PTS5 et Mona Francis dans la catégorie PTWC.

## Palmarès

### Hommes
| Rang               | Triathlète          | Temps           |
| ------------------ | ------------------- | --------------- |
| Médaille d'or      | Csongor Lehmann     | 1 h 40 min 18 s |
| Médaille d'argent  | Yanis Seguin        | 1 h 40 min 22 s |
| Médaille de bronze | Casper Stornes      | 1 h 40 min 28 s |
| 4                  | Hugo Milner (en)    | 1 h 40 min 38 s |
| 5                  | Henry Graf          | 1 h 40 min 48 s |
| 6                  | Miguel Tiago Silva  | 1 h 40 min 59 s |
| 7                  | Gergely Kiss        | 1 h 41 min 8 s  |
| 8                  | Aurélien Jem        | 1 h 41 min 17 s |
| 9                  | Simon Westermann    | 1 h 41 min 20 s |
| 10                 | Sebastian Wernersen | 1 h 41 min 26 s |

### Femmes
| Rang               | Triathlète       | Temps           |
| ------------------ | ---------------- | --------------- |
| Médaille d'or      | Vicky Holland    | 1 h 52 min 35 s |
| Médaille d'argent  | Léonie Périault  | 1 h 52 min 44 s |
| Médaille de bronze | Alice Betto      | 1 h 53 min 6 s  |
| 4                  | Petra Kuříková   | 1 h 53 min 40 s |
| 5                  | Claire Michel    | 1 h 53 min 42 s |
| 6                  | Selina Klamt     | 1 h 53 min 47 s |
| 7                  | Jolien Vermeylen | 1 h 54 min 18 s |
| 8                  | Alissa Konig     | 1 h 54 min 32 s |
| 9                  | Diana Isakova    | 1 h 54 min 56 s |
| 10                 | Jolanda Annen    | 1 h 55 min 9 s  |

### Paratriathlètes
| Catégorie | Hommes              | Temps          | Femmes           | Temps           |
| --------- | ------------------- | -------------- | ---------------- | --------------- |
| PTWC      | Geert Schipper      | 53 min 29 s    | Eva María Moral  | 1 h 10 min 50 s |
| PTVI      | Dave Ellis          | 56 min 22 s    | Susana Rodríguez | 1 h 4 min 43 s  |
| PTS2      | Jules Ribstein      | 1 h 5 min 53 s | Cécile Saboureau | 1 h 21 min 41 s |
| PTS3      | Daniel Molina       | 1 h 5 min 30 s | Élise Marc       | 1 h 13 min 0 s  |
| PTS4      | Alexis Hanquinquant | 55 min 45 s    | Megan Richter    | 1 h 8 min 26 s  |
| PTS5      | Bence Mocsári       | 56 min 44 s    | Lauren Steadman  | 1 h 3 min 44 s  |